# Erich Kordt
Erich Kordt, né le 10 décembre 1903 et mort le 11 novembre 1969, était un diplomate allemand impliqué dans la résistance allemande au nazisme.

## Débuts
Anglophile convaincu, le jeune Kordt maîtrise l'anglais à la perfection et remporte la Bourse Rhodes de l'Université d'Oxford. Il entre au bureau des affaires étrangères allemand en 1928, affecté à Genève, puis à Berne, en Suisse. Par la suite, il devient Legationsrat (Conseiller diplomatique) à l'ambassade allemande à Londres, sous la direction de Joachim von Ribbentrop, pour qui, il développe à la fois de l'antipathie et un certain mépris sur le plan professionnel. Malgré tout, il devient membre du Parti nazi en novembre 1937 et, en 1938, quand Ribbentrop devient Ministre des affaires étrangères, il est nommé à la tête du Ministerial Bureau de l'Office des affaires étrangères.

## Rôle dans la conspiration Oster
À la veille de la Seconde Guerre mondiale, Erich Kordt et son frère Theodor prennent une part active à la résistance contre Adolf Hitler. Particulièrement avec des personnes telle Hans Oster, Wilhelm Canaris, Ludwig Beck, Hans Bernd Gisevius, Hjalmar Schacht et Franz Halder qui projettent l'assassinat d'Hitler si l'Allemagne entre en guerre contre la Tchécoslovaquie pour la domination de la Région des Sudètes. La reculade des délégations britannique et française lors des Accords de Munich porte un coup sérieux à leurs projets.